# Michaël Deloffre
Pour les articles homonymes, voir Deloffre.
 (janvier 2014).
Si vous disposez d'ouvrages ou d'articles de référence ou si vous connaissez des sites web de qualité traitant du thème abordé ici, merci de compléter l'article en donnant les références utiles à sa vérifiabilité et en les liant à la section « Notes et références ».
Michaël Deloffre est un artiste français, peintre, sculpteur, designer, né le 28 juillet 1958 à  Fourmies (Nord).

## Biographie
Son père, professeur de mathématiques, a été en poste en Tunisie alors que Michaël Deloffre avait trois ans. Il y passe une grande partie de son enfance.
À seize ans, il intègre une école spécialisé dans l’audiovisuel. La même année, muni d’une fausse carte de presse, il part en auto stop pendant ses vacances, pour « couvrir » la guerre de Chypre, puis ses conséquences en Turquie et en Grèce. Jusqu'à l’âge de 24 ans, il sillonne le monde en tant que photoreporter de guerre indépendant. Après deux incidents durant lesquels il manque de perdre la vie au Liban, et sous la pression de ses proches, il entame, alors, une carrière de photographe dans la mode et la publicité[réf. souhaitée]. 
Pendant cette période, afin de financer ses reportages, il collabore en freelance avec l’équipe d’Yves Furet, spécialiste en expression orale et marketing politique. Michaël Deloffre y rencontre Jean-Luc Lagardère, PDG du Groupe Matra. Celui-ci lui propose de travailler au sein de son groupe en tant que formateur dans un premier temps, puis dans la branche télécommunication en tant que cadre dirigeant.
En 1985, Il crée son propre groupe de télécommunication. Il mise sur les nouvelles technologies naissantes telles que la téléphonie mobile et le fax. Son activité devient suffisamment prospère pour qu’il puisse la revendre à son principal fournisseur, Matra Telecom  en 1991. Il crée alors, dans quatorze pays dans le monde, sa société de conseil en stratégie de développement international.
En 1996, il imagine et fonde sa chaîne de télévision aux États-Unis et au Canada, qu’il revend en 1999.
Parallèlement à ces activités, Michaël Deloffre commence à peindre à l'âge de 30 ans : « C'était une période un peu difficile de ma vie, je me suis mis à peindre comme on jette une bouteille à la mer. »
Victime d'une crise cardiaque, il subit un double pontage coronarien en 1997, puis quitte le monde des affaires en 1999, et se consacre entièrement l’art. 
Il explore différents thèmes en se servant de plusieurs techniques. 
En 2010, plus de 150 expositions de ses œuvres sont répertoriées dans une quarantaine de pays. Il rejoint plusieurs collections publiques,,, comme le Fonds national d'art contemporain, Le Hamburger Bahnhof Museum de Berlin, le Museum of Contemporary Art (MCA) de Chicago, L’Institute of Contemporary Art (ICA) de Philadelphie et le Musée d’Art Contemporain (MCAM) de Montréal.

## Œuvre

### «Intimité partagée»
Dans les années 1980-90, ses premières œuvres, qu’il expose sous le thème « intimité partagée » sont des peintures de nus féminins, dans un style figuratif et pointilliste : « La peinture m’aide à montrer ce que l'on pourrait voir derrière la réalité. »

### «Quatre éléments»
Au début des années 1990, Michaël Deloffre s’oriente progressivement vers un travail non figuratif. « Maîtriser la peinture réaliste dans un premier temps, était pour moi un passage obligatoire entre la photo et mon but ; transmettre des sensations, des émotions pures voire brutes, que je ne pouvais exprimer qu’avec des œuvres abstraites », dit-il.
C’est lorsqu’il vit au Canada que Michaël Deloffre s’intéresse à la Philosophie naturelle. Il entreprend un travail pictural sur le thème des Quatre éléments.
Il expose à San Francisco, Los Angeles, Montréal, New York. Monaco, Paris, etc. Son travail est apprécié auprès d'une clientèle privée et publique[réf. nécessaire],.
Parmi les premières œuvres abstraites que Michaël Deloffre produit, cette série est certainement la plus exposée[réf. nécessaire].

### «Empreinte du temps»
En 2000, lors d’un voyage dans la jungle, en Asie, il s'intéresse bois érodé, dans lequel il trouve une forme de noblesse, de vie, révélant un esthétisme pur, simple ; « une beauté crue ».
Il devient l’un des premiers artistes s'exprimer à travers ce matériau. Il produit des sculptures monumentales qui recherchent la « beauté primaire ». En 2003, lorsqu'il expose ses œuvres réalisées à partir d'authentiques traverses de chemin de fer ayant appartenu au Pont sur la rivière Kwaï, il ouvre la voie à un mouvement artistique naturel et contemporain de l’esthétique. Son travail a été relayé, voire copié tant sur le plan artistique que décoratif, à partir des années 2004-2005[réf. nécessaire]. 
Afin de préserver la forêt, ses œuvres ne sont faites qu’à partir de bois denses, naturellement coupées depuis des décennies, voire des siècles, qu’il trouve majoritairement dans les montagnes du nord de la Thaïlande. Il les travaille ensuite dans son atelier afin de leur donner les formes et les patines finales.
En sculpture, son travail explore le rapport entre la nature et cette notion d’espace dans le temps. Selon lui, « Ce que la nature a créé, le temps l’a sublimé. » Il intitule son travail « Empreinte du temps ».
Il collabore à plusieurs projets architecturaux en coopérant avec des architectes et des designers. Au fil des années, Michaël Deloffre a travaillé sur une grande variété d’œuvres commandées sur mesure, principalement pour des hôtels, des centres commerciaux, des sièges sociaux, des résidences privées.
En 2006, il décide de se fixer en Thaïlande afin de faciliter son travail et son approvisionnement.

### «L’écriture du temps»
Durant la même période, Michaël Deloffre explore le même thème qu’en sculpture, mais cette fois-ci, en peinture. Pour ce faire, il travaille symboliquement sur du papier de verre industriel marouflé sur bois. Il les expose pour la première fois lors de l’exposition qu’il organise pour l’ouverture de son nouveau studio à Bangkok, en 2011.
Il s'intéresse aussi à la statuaire antique. Au fil de ses nombreux voyages à travers le monde, il a constitué une collection conséquente. Il est ainsi devenu expert en art extrême-oriental et en art tribal,.

### «Évanescence»
En inversant l’esprit de ses travaux basés sur la trace que laisse le temps sur la nature et la vie, Michaël Deloffre se penche ensuite sur le côté éphémère du temps, son côté évanescent. Il centre alors son travail sur ce qui peut se passer en une nanoseconde. Il produit des toiles réalisées, entre autres, à l’aérographe, qu’il dupliquera ensuite en séries limitées.

### «Ombre et lumière»
Deux facteurs l'amènent à se pencher sur cette problématique : tout d'abord l'invitation à participer à une exposition solo au Sofitel So de Bangkok, et une réflexion sur son observation de l’évolution de nos relations dans notre monde actuel. 
« Nous vivons une époque extraordinaire ! Le monde évolue à une vitesse incontrôlable. Il en résulte un chamboulement social historique sans précédent, où nous perdons progressivement nos racines, nos repères, notre identité, au profit d’une uniformisation universelle. Plus les moyens de communication s’intensifient, moins l’on communique réellement. On ne parle plus, on « tchatte », on ne se cultive plus pour former notre esprit, on se connecte. On ne se confie plus, on s’expose via les réseaux sociaux. Il en résulte une communication directe, rapide, contrastée, sans nuance, sans demi teinte, où le temps de la réflexion, la puissance d’un silence, le murmure d’une hésitation, le trouble d’une émotion, disparaissent peu à peu. Mon travail ne consiste pas à juger mais à observer, et je remercie la vie de m’avoir permis de vivre ces moments. Je ne pouvais pas m’abstenir de l’exprimer à travers mon travail. »[réf. à confirmer]
Pour exprimer cette réflexion, il s'inspire de l’architecture des lieux. Il en crée des peintures au graphisme rectiligne, sombre et lumineux, contrasté lisses et rugueux, agrémenté de couleurs vives, en opposition aux nuances de noirs qu’il applique en larges empâtements, et donne l’impression que la toile évolue en fonction de la lumière et de l’emplacement du spectateur.

## Collections Publiques
,
- Fonds national d'art contemporain (FNAC) - France
- Hamburger Bahnhof Museum - Berlin, Allemagne
- Museum of Contemporary Art (MCA) - Chicago
- Institute of Contemporary Art (ICA) - Philadelphie
- Musée d’Art Contemporain (MCAM) - Montréal, Canada